# Korjuse
Korjuse es un pueblo ubicado en el municipio de Haljala, en el condado de Lääne-Viru, Estonia.

## Superficie
Posee una superficie de 7,859 kilómetros cuadrados.

## Demografía
Hasta 2021 la población era de 7 habitantes, con una densidad de población de 0,8907 habitantes por kilómetro cuadrado.